# Nevenka Fernández
Pour les articles homonymes, voir Nevenka, Fernández et García.
Nevenka Fernández García, née le 25 octobre 1974 à Ponferrada, est une économiste et une personnalité politique espagnole.
Elle est une figure du domaine de la lutte pour les droits des femmes et l'un des premiers exemples européens du mouvement MeToo.

## Biographie
Nevenka Fernández García naît le 25 octobre 1974 à Ponferrada, en Castille-et-León.
Dôtée d'une solide formation universitaire dans les universités madrilènes, elle est élue, à l'âge de 25 ans, conseillère municipale de la ville espagnole de Ponferrada entre 1999 et 2000.
De 1999 à 2000, elle a une relation, y compris sexuelle, avec Ismael Álvarez, le maire de Ponferrada, qui la nomme à un poste municipal, dont elle est l'adjointe puis subit et résiste au harcèlement du maire , issu du Parti populaire. Elle porte plainte contre le maire le 26 mars 2001. L'unique élue à la soutenir est la conseillère municipale Rosario Velasco, son opposante politique du PSOE.
Elle est considérée aujourd'hui comme l'une des premières femmes espagnoles à briser le silence et la première à obtenir la condamnation d'un homme politique.
Invitée spéciale du Festival international du film de Saint-Sébastien 2024, elle reçoit, en tant que personnalité iconique de la lutte pour les droits des femmes en politique, une ovation particulièrement remarquée de la part des festivaliers. Après l'enfer vécu en Espagne à la suite de l'affaire, elle vit aujourd'hui en Irlande.

## Postérité
Son combat a notamment inspiré deux œuvres médiatiques :
- En 2021 : le documentaire Nevenka Fernández brise le silence de Maribel Sánchez-Maroto, diffusé sur Netflix, dans lequel elle témoigne aux côtés de la journaliste Ana Gaitero, de l'écrivain Juan José Millás et de la femme politique espagnole Rosario Velasco, alors conseillère municipale de Ponferrada[9];
- En 2024 : le film L'Affaire Nevenka de la cinéaste Icíar Bollaín, sorti en France à l'automne 2024[14]. L'actrice catalane Mireia Oriol y joue le rôle de Nevenka Fernández[15].